# EDImedienArena
Die EDImedienArena ist ein Fußballstadion im Ortsteil Windflöte der nordrhein-westfälischen Stadt Bielefeld, Bezirk Senne.

## Lage und Ausstattung
Das Stadion liegt im äußersten Süden der Stadt an der Straße Postheide und bietet Platz für 2.500 Zuschauer. Seit der letzten Renovierung 2019 wird auf Hybridrasen gespielt. Die Spielstätte verfügt über eine Flutlichtanlage und ein Vereinsheim.

## Geschichte
Ursprünglich hieß das Stadion Sportplatz Windflöte und es wurde auf einem Aschenplatz gespielt. Genutzt wurde das Stadion vom Fußballverein Fortuna Windflöte, der jedoch seit langer Zeit keine Mannschaft mehr im Spielbetrieb hat. Bis 2017 nutzte der Verein TuS 08 Senne I den Platz, bis dieser einen neuen Kunstrasenplatz erhielt. Außerdem wurde die Sportstätte von Betriebssportmannschaften genutzt. Nachdem das Stadion über einige Jahre brach lag und aufgegeben werden sollte, meldete Arminia Bielefeld sein Interesse an der Anlage an, um seiner Frauenfußballabteilung eine feste Spiel- und Trainingsstätte zu ermöglichen. Zuvor spielten die Bielefelderinnen auf dem Sportplatz Stadtheide bzw. dem Waldstadion Quelle und mussten zum Training verschiedene Sportplätze in und um Bielefeld herum nutzen.
Schließlich schloss Arminia Bielefeld mit der Stadt Bielefeld einen Pachtvertrag über 15 Jahre. Der bisherige Aschenplatz wurde durch einen Hybridrasen ersetzt. Die Bauarbeiten dafür begannen im April 2019 und kosteten etwa 500.000 Euro. Die Baukosten wurden durch Privatpersonen getragen. Vereinsgelder wurden nicht investiert. Der Namenssponsor ist das Unternehmen EDImedien aus Leopoldshöhe, dessen Inhaber Hans-Jürgen Laufer gleichzeitig Präsident von Arminia Bielefeld ist. Am 17. August 2019 trug Arminias Frauenmannschaft beim Zweitligaspiel gegen Bayern München II erstmals ein Heimspiel in der EDImedien Arena aus.